# Simon de Gênes
Simon de Gênes est un médecin et un linguiste du XIIIe siècle, qui fut archiatre du pape Nicolas IV (1288-1292). Il est l'auteur de la Clavis sanationis, aussi titrée Synonyma medicinae, un ouvrage médiéval de référence sur les termes techniques médicaux et botaniques.

## Biographie
On sait très peu de choses de Simon de Gênes en dehors de ce qu'il dit lui-même dans l'incipit de son ouvrage, c'est-à-dire qu'il était chapelain et sous-diacre de la curie romaine sous le pape Nicolas IV.
La Clavis sanationis est dédiée au souverain pontife, et elle est apparue entre la mort de ce dernier (4 avril 1292) et celle du mathématicien et astronome Campano da Novara (septembre 1296). Si l'on considère que Simon déclare avoir travaillé pendant trente ans pour compiler l'œuvre, on peut raisonnablement supposer que l'auteur est né dans le deuxième quart du XIIIe siècle.
Toutes les éditions imprimées et les manuscrits de la Clavis sanationis donnent le nom Simon Ianuensis ou Simon de Ianua, ce qui indique Gênes comme lieu d'origine. Certains textes de l'époque moderne et contemporaine le nomment cependant Simon(e) (da) Cordo ou Simon(e) Cordo da Genova sans que soit précisée l'origine de cette appellation différente. Cette incertitude sur le nom a parfois conduit les répertoires biographiques à distinguer deux figures de médecins : Simone da Genova et Simone da Cordo, sans que rien permette d'étayer cette thèse, qui s'est transmise sans raison ni preuve d'un texte à l'autre.